# Hašani
Hašani su planinsko naselje u općini Krupa na Uni, Republika Srpska, BiH.
Stanovništvo se bavi poljoprivredom. Industrija i uslužne djelatnosti nisu razvijene. U Hašanima je rođen poznati bosanskohercegovački pisac Branko Ćopić i hrvatski glumac Rajko Bundalo. U Hašanima je 1934.godine rođen Đurađ Đuro Maričić,istaknuti književnik,književni kritičar,kulturni i sportski radnik.Naročito je poznat po svojim knjigama poezije za 
djecu ali se okušao i u pisanju ljubavne poezije i romana koji opisuju ljude i događaje s prostora bivše Jugoslavije 
u dvadesetom i dvadeset prvom stoljeću. Jedan je od osnivača tradicionalne kulturne priredbe - Ćopićevim stazama djetinjstva.

## Stanovništvo

### Nacionalni sastav1991.
ukupno: 414
- Srbi - 414 (100%)